# تفشي مرض جدري النسناس في فرنسا 2022
يعد تفشي مرض جدري النسناس (جدري القرود) في عام 2022 في فرنسا جزءًا من تفشٍ أكبر لجدري النسناس البشري الناجم عن فرع حيوي لفيروس جدري النسناس من غرب أفريقيا. سجلت فرنسا أول حالة لهذا المرض في 20 مايو عام 2022.

## خلفية
جدري النسناس هو مرض فيروسي معدي يمكن أن يصيب البشر وبعض أنواع الحيوانات الأخرى. تتضمن الأعراض حمى، وتضخم العقد اللمفية وطفح جلدي يؤدي إلى ظهور بثور ومن ثم تقشرها. يتراوح الوقت الفاصل بين التعرض للفيروس وظهور الأعراض (الحضانة) من خمسة إلى واحد وعشرين يومًا. عادة ما تكون مدة ظهور الأعراض بين أسبوعين إلى أربعة أسابيع. قد يكون هناك أعراض خفيفة، ويمكن أن تحدث الإصابة بدون ظهور أي أعراض. لم تُلاحظ الأعراض التقليدية للحمى وآلام العضلات، يليها الغدد المتورمة، مع وجود آفات في المرحلة نفسها، في جميع الحالات المتفشية. قد تكون الإصابات خطيرة بشكل خاص عند الأطفال، أو النساء الحوامل أو الأشخاص الذين يعانون من ضعف في جهاز المناعة.
ينجم هذا المرض عن فيروس جدري النسناس، وهو فيروس حيواني المنشأ من عائلة فيروسات الأرثوبوكس. ينتمي فيروس الجدري، العامل المسبب للجدري، أيضًا لعائلة الفيروسات هذه. من ضمن النوعين اللذين يصيبان البشر، يسبب النوع الغرب أفريقي مرضًا أقل حدة من نوع أفريقيا الوسطى (حوض الكونغو). قد ينتشر من الحيوانات المصابة عن طريق التعامل مع اللحوم المصابة أو عن طريق التعرض لعضة الحيوان أو خدوشه. قد تنتقل العدوى من إنسان إلى إنسان آخر من خلال التعرض لسوائل الجسم المصاب أو الأدوات الملوثة، أو عبر الرذاذ التنفسي، أو ربما ينتقل عن طريق الهواء. يمكن للأفراد أن ينقلوا الفيروس منذ بداية ظهور الأعراض حتى تتقشر جميع الآفات وتسقط؛ مع وجود أدلة على إمكانية العدوى لأكثر من أسبوع بعد تقشر الآفات. يمكن تأكيد التشخيص من خلال فحص الآفة بحثًا عن وجود الحمض النووي (الدنا) للفيروس.
لا يوجد علاج معروف للمرض. وجدت دراسة أجريت في عام 1988 أن لقاح الجدري كان وقائيًا بنسبة 85% في منع العدوى في حالات التماس الوثيق مع مصاب وفي الحد من شدة المرض. تمت الموافقة على لقاح أحدث للجدري ولجدري النسناس يعتمد على لقاح أنقرة معدل، تمت الموافقة عليه، لكن توافره محدود. تشمل التدابير الأخرى الغسل المنتظم لليدين وتجنب المرضى والحيوانات الأخرى. يمكن استخدام الأدوية المضادة للفيروسات، كالسيدوفوفير والتيكوفورمات، والغلوبيلين المناعي ولقاح الجدري أثناء تفشي المرض. عادة ما يكون المرض خفيفًا ويتعافى معظم المصابين خلال عدة أسابيع بدون علاج. تقدر خطورة الوفاة بين 1-10%، رغم تسجيل عدد قليل من الوفيات نتيجة الإصابة بجدري النسناس منذ عام 2017.
تم تأكيد تفشي مرض جدري النسناس، وهو مرض فيروسي، في مايو عام 2022. وجدت مجموعة الحالات الأولى في المملكة المتحدة، حيث تم الكشف عن أول حالة بتاريخ 6 مايو عام 2022 في فرد له صلات سفر إلى نيجيريا (حيث موطن المرض). يعد هذا تفشي هو أول مرة ينتشر فيها جدري النسناس بشكل واسع خارج وسط وغرب إفريقيا. منذ 18 مايو فصاعدًا، تم الإبلاغ بشكل متزايد عن الحالات من البلدان والمناطق، أغلبها في أوروبا لكن أيضَا في شمال وجنوب أمريكا، وفي آسيا وأفريقيا وأوقيانوسيا. في 23 يوليو، صرحت منظمة الصحة العالمية بأن التفشي هو حالة طوارئ صحية عالمية ذات أهمية دولية (بي إتش إي آي سي)، مما رفع حالة التفشي إلى طوارئ صحية عالمية. تم تأكيد ما مجموعه 22،763 حالة، حتى 30 يوليو.

## التفشي في أوروبا
تأكد تفشي مرض جدري القرود بشكل مستمر في 6 مايو 2022، بدءًا من أحد المقيمين البريطانيين، والذي أظهر -بعد سفره إلى نيجيريا (حيث يتوطن المرض)- أعراضًا تتفق مع مرض جدري القرود في 29 أبريل 2022. وعاد المقيم إلى المملكة المتحدة في 4 مايو، وخلق حالة مؤشر الدولة لتفشي المرض. أصل العديد من حالات جدري القرود في المملكة المتحدة غير معروف. رأى بعض المراقبين حدوث انتقال مجتمعي في منطقة لندن اعتبارًا من منتصف مايو، ولكن اقترح أن الحالات كانت تنتشر بالفعل في أوروبا في الأشهر السابقة.

## وصول المرض
يُعتقد أن جزءًا كبيرًا من المصابين لم يسافروا مؤخرًا إلى مناطق في إفريقيا حيث يوجد جدري القرود عادةً، مثل نيجيريا وجمهورية الكونغو الديمقراطية بالإضافة إلى وسط وغرب إفريقيا. يُعتقد أنه ينتقل عن طريق الاتصال الوثيق مع المرضى، مع توخي الحذر الشديد للأشخاص الذين يعانون من آفات على جلدهم أو أعضائهم التناسلية، جنبًا إلى جنب مع الفراش والملابس. كما ذكر مركز السيطرة على الأمراض (CDC) أنه يجب على الأفراد تجنب الاتصال واستهلاك الحيوانات النافقة مثل الجرذان والسناجب والقرود والقردة جنبًا إلى جنب مع الحيوانات البرية أو المستحضرات المستمدة من الحيوانات في إفريقيا.
بالإضافة إلى الأعراض الأكثر شيوعًا، مثل الحمى والصداع وتضخم الغدد الليمفاوية والطفح الجلدي أو الآفات، فقد عانى بعض المرضى أيضًا من التهاب المستقيم، وهو التهاب في بطانة المستقيم. كما حذر مركز السيطرة على الأمراض (CDC) الأطباء من عدم استبعاد جدري القرود في المرضى الذين يعانون من عدوى تنتقل عن طريق الاتصال الجنسي حيث كانت هناك تقارير عن عدوى مشتركة مع مرض الزهري والسيلان والكلاميديا والهربس.